# Produit partage
 (décembre 2021).
Un produit partage est un produit ou un service, réalisé par une entreprise et à destination d'un particulier ou d'une autre entreprise, sur lequel, sans majoration, un reversement fixé, en général, entre 5 et 20 % du prix de vente TTC, est reversé au profit d'une association.

## Les avantages
Les avantages du produit partage sont nombreux pour l'ensemble des parties :
- Pour le consommateur, il achète son produit au même prix que d'habitude et a la possibilité de consommer de manière solidaire car une partie de son achat sera reversé au profit d'une association.
- Pour l'entreprise, elle diminue sa marge mais bénéficie d'une valeur ajoutée sociale qui lui permet d'améliorer son image et d'augmenter ses ventes.
- Pour l'association, cela lui permet de diversifier ses sources de recettes et de bénéficier d'une visibilité supplémentaire en étant présent sur les lieux de vente.

## Des exemples réussis
- Bono et son projet (Product) Red réalise des produits partages avec des entreprises comme Apple, American Express ou Converse pour le Global Fund qui lutte contre le SIDA, la Tuberculose et la Malaria.
- Handicap International avec son Sac à Sapin et son Kit Plio
- l'Unicef avec les bouteilles Volvic font partie des grands succès de produits partages.
- La Redoute soutient SOS Villages d'Enfants en proposant un sac à main avec 10 € de reversés à l'association.

On peut également citer l'opération Novembre en enfance qui regroupe, quant à elle, plusieurs produits partages de différentes entreprises sur la période du mois de novembre.